# Orde voor Dapperheid (Oekraïne)
De Orde voor Dapperheid (Oekraïens: орден  "За  мужність", Orden "Za moezjnist") is een onderscheiding van Oekraïne. 
De orde werd op 21 augustus 1996 ingesteld door president Leonid Koetsjma en kan worden verleend aan militairen, medewerkers van rechtshandhavingsinstanties en burgers voor persoonlijke heldenmoed, getoond bij het redden van personen en zaken van materiële waarde tijdens noodsituaties of tijdens het bestrijden van criminaliteit en andere vormen van militair en plichtsgetrouw optreden en gevallen van burgermoed in levensbedreigende situaties. De orde kent drie graden, I, II en III, waarbij I de hoogste is.
De voorganger van de orde was de Onderscheiding van de President van Oekraïne (de ster en het kruis) voor Dapperheid die op 29 april 1995 was ingesteld. Dragers van de onderscheiding van de President van Oekraïne voor Dapperheid werden met de instelling van de Orde voor Dapperheid gelijkgesteld met dragers van de Orde voor Dapperheid.

## De versierselen
| Eerste Klasse | Eerste Klasse | Tweede Klasse | Derde Klasse |
| ------------- | ------------- | ------------- | ------------ |
|               |               |               |              |
| Baton         |               |               |              |
|               |               |               |              |

Orden van Oekraïne

Held van Oekraïne (Gouden Ster · van de Natie)

Vrijheid ·
Vorst Jaroslav de Wijze ·
Verdienste ·
Bohdan Chmelnytsky ·
Helden van de Hemelse Honderd ·
Dapperheid ·
Vorstin Olha ·
Daniel van Galicië ·
Dapper Werk in de Mijnen

Oekraïense presidentiële en militaire onderscheidingen

Kruis voor Militaire Verdienste ·
Ivan Mazepa-Kruis ·
Geëerd Beoefenaar van de Kunsten ·
25 jaar onafhankelijkheid ·
Gouden Hart

Ereteken ·
Medaille voor steun aan de Oekraïense strijdkrachten

Zie ook orden, onderscheidingen en medailles van:

Oekraïne (draagvolgorde) · 
Oekraïense Volksrepubliek (Orde van het IJzeren Kruis) · 
 OekSSR (Rode Vlag van de Arbeid)